# 水戸サウスタワー

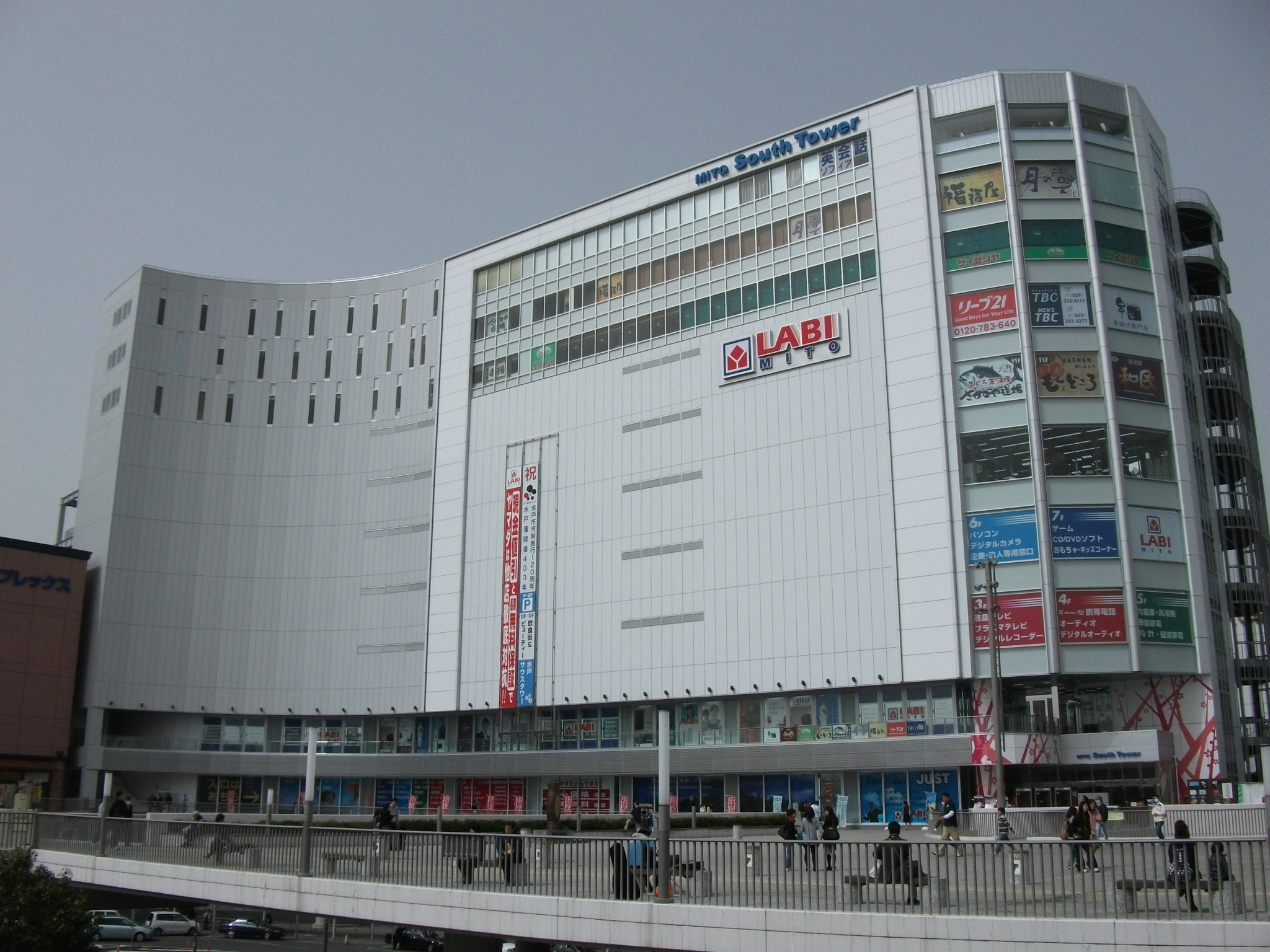
LABI水戸時代（2010年）

水戸サウスタワー（みとサウスタワー）は、茨城県水戸市の水戸駅南口に所在する複合商業施設である。

## 概要
12階建ての大型商業ビルで、3階～9階はヤマダ電機が展開する都市型店舗「LABI水戸」が核テナントとなっていたが、LABIは2015年5月31日で閉店したため、該当階は空きテナントになっていたが、2017年3月18日にイオンモールの子会社であるOPAが運営するファッションビル『水戸オーパ』として再開業した。
ペデストリアンデッキでCOMBOX310、水戸駅ビルのエクセルみなみと、南北自由通路を挟んで同じく駅ビルのEXCELやMYMビル（旧丸井）と結ばれている。
ヤマダ電機が入店していた当ビルに隣接して、ビックカメラが核テナントの駅ビル・エクセルみなみがある。
2021年3月1日、OPAが水戸オーパの管理運営をイオンモールに移管した。
2025年8月1日、イオンモールは2026年7月31日付で一部店舗を除き営業終了することを発表した。翌8月1日以降は新しい運営管理会社による営業を開始する予定。

## フロア
出店テナントの一覧・詳細情報は、公式サイト『フロアガイド』を参照。

## 周辺
- 水戸駅
- COMBOX310
- 水城高等学校
- 桜川
- 千波湖

## アクセス
- 水戸駅南口ペデストリアンデッキ直結